# 昭和スポーツセンター
昭和スポーツセンター（しょうわスポーツセンター）は、愛知県名古屋市昭和区吹上町2丁目6-15にある市営のスポーツ施設である。

## 概要
吹上公園の敷地内に位置している。
西側には、吹上ホールが隣接している。

## 沿革
- 1998年（平成10年）7月15日オープン。

## 施設

### 第1競技場
観客席：512席
- バスケットボール×1面
- ミニバスケットボール×2面
- バレーボール×2面
- 卓球×10面
- バドミントン×6面
- テニス×2面
- その他

### 第2競技場
観覧席 ： 103席
- バレーボール(9人制男子を除く)×1面
- 卓球×6面
- バドミントン×1面
- その他

### 軽運動室
- エアロビクス・ジャスダンス・卓球

※球技ではご利用いただけません。（卓球を除く）

### トレーニング室
- 有酸素系マシン×20台
- 筋力系マシン×10台(フリーウェイト完備)

### 温水プール
- 練習用…25m/5コース(水深1.1m～1.3m)
- 学童用…25m/1コース(水深0.9m)
- 歩行用…25m/1コース(水深1.15m、スロープがあります。)
- 幼児用…(水深0.6m)

### 会議室
- 会議室1…61㎡(定員24名)
- 会議室2…50㎡(定員24名)
- 会議室3…53㎡(定員24名)

### 駐車場
- 58台

## 所在地
- 愛知県名古屋市昭和区吹上町2丁目6番15号

## 周辺施設

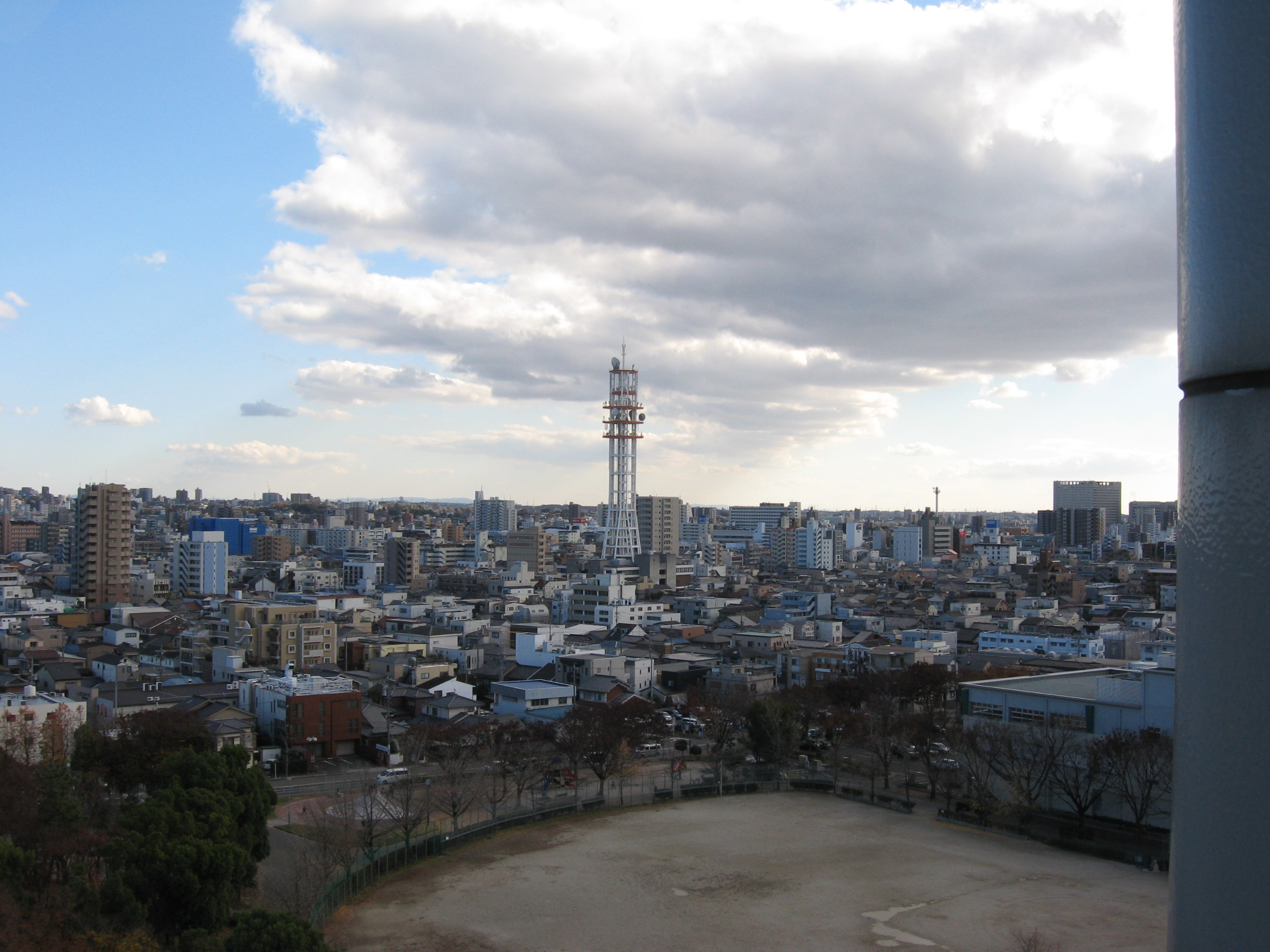
吹上ホールから見た吹上公園と御器所駅周辺方面

会議場
- 名古屋市中小企業振興会館（吹上ホール）

教育
- 名古屋工業大学
- 名古屋市立吹上小学校
- 名古屋市立吹上幼稚園

公園
- 吹上公園

## 交通アクセス

### 鉄道
地下鉄
- 名古屋市営地下鉄桜通線：吹上駅4番出口･5番出口から徒歩8分

### バス
市バス
- 「地下鉄吹上」停下車、徒歩8分（名駅17・栄16・栄17・吹上11系統）
- 「曙町二丁目」停下車、徒歩3分（栄18系統、昭和巡回）